# Mazières-de-Touraine
Mazières-de-Touraine är en kommun i departementet Indre-et-Loire i regionen Centre-Val de Loire i de centrala delarna av Frankrike. Kommunen ligger i kantonen Langeais som tillhör arrondissementet Chinon. År 2022 hade Mazières-de-Touraine 1 463 invånare.

## Befolkningsutveckling
Antalet invånare i kommunen Mazières-de-Touraine
Referens:INSEE